# Григоровка (Носовский район)
Григоровка (укр. Григорівка) — село в Носовском районе Черниговской области Украины. Население 2 человека. Занимает площадь 0,002 км².
Код КОАТУУ: 7423884503. Почтовый индекс: 17142. Телефонный код: +380 4642.

## Власть
Орган местного самоуправления — Ровчак-Степановский сельский совет. Почтовый адрес: 17142, Черниговская обл., Носовский р-н, с. Ровчак-Степановка, ул. Советская, 22а.